# Jacques Bourdon (réalisateur)
Pour les articles homonymes, voir Jacques Bourdon.
Jacques Bourdon (né le 31 mars 1925 à Saint-Quentin et mort le 1er décembre 1991 à Paris 17e) est un réalisateur français.

## Filmographie partielle
- 1960 : Les Lionceaux
- 1962 : Le Soleil dans l'œil
- 1966 : L'Île au trésor (de) (Die Schatzinsel) de Wolfgang Liebeneiner - coréalisateur (non crédité)
- 1977 : La Fille d'Amérique, de David Newman (conseiller technique)

## Assistant réalisateur
- 1947 : Danger de mort de Gilles Grangier
- 1951 : Un grand patron d'Yves Ciampi
- 1952 : Les Dents longues de Daniel Gélin
- 1954 : Un jardin public de Paul Paviot
- 1957 : Fumée blonde de Robert Vernay
- 1957 : C'est la faute d'Adam de Jacqueline Audry
- 1958 : Chaque jour a son secret de Claude Boissol
- 1958 : Le Tombeur de René Delacroix
- 1958 : Madame et son auto de Robert Vernay
- 1959 : Le Secret du chevalier d'Eon de Jacqueline Audry
- 1961 : Le Capitaine Fracasse de Pierre Gaspard-Huit
- 1962 : Shéhérazade de Pierre Gaspard-Huit
- 1964 : Jean-Marc ou la Vie conjugale d'André Cayatte
- 1964 : Françoise ou la Vie conjugale d'André Cayatte
- 1967 : Les Risques du métier d'André Cayatte
- 1969 : Les Chemins de Katmandou d'André Cayatte
- 1969 : Le Passager de la pluie de René Clément
- 1971 : La Folie des grandeurs de Gérard Oury
- 1977 : À chacun son enfer d'André Cayatte

## Directeur de production
- 1981 : La Chèvre de Francis Veber